# Langhus Station
Langhus Station (Langhus stasjon) er en norsk jernbanestation på Østfoldbanen i Langhus i Ski Kommune. Stationen består af to spor med hver sin sideliggende perron med læskure og en stationsbygning i gulmalet træ. Stationen betjenes af NSB's lokaltog mellem Stabekk og Ski. Den ligger 111,3 m.o.h., 20,77 km fra Oslo S.
Stationen åbnede som holdeplads 1. maj 1919. Den blev opgraderet til station 22. maj 1932 men atter nedgraderet til holdeplads 26. marts 1941. den blev nedgraderet til trinbræt 29. september 1980 og gjort fjernstyret 20. december 1988.